# Почечный диализ
В медицине почечный диализ (от греческого διάλυσις, диализ, «растворение»; от διά, dia, " через " и λύσις, лизис, «разрыхление или расщепление») — это процесс удаления из крови избытка воды, растворенных веществ и токсинов у людей, чьи почки больше не могут выполнять эти функции естественным путем. Это называется заместительной почечной терапией. Первый успешный диализ был проведен в 1943 году.
Диализ может потребоваться начать при внезапной быстрой потере функции почек, известной как острая почечная недостаточность, или когда функция почек постепенно снижается. Хроническая почечная недостаточность 5 стадии достигается, когда скорость клубочковой фильтрации составляет 10-15 % от нормы, клиренс креатинина менее 10 мл в минуту и присутствует уремия.
Диализ используется как временная мера при остром повреждении почек или у тех, кто ожидает пересадки почки, и как постоянная мера у тех, кому пересадка не показана или невозможна.
В Австралии, Канаде, России, Великобритании и США диализ может оплачиваться государством.
В исследовательских лабораториях метод диализа также может использоваться для разделения молекул в зависимости от их размера. Кроме того, его можно использовать для балансировки буфера между образцом и раствором «диализная ванна» или «диализат», в котором находится образец. Для диализа в лаборатории используется трубчатая полупроницаемая мембрана из ацетата целлюлозы или нитроцеллюлозы. Размер пор варьируется в зависимости от требуемого разделения по размеру, при этом поры большего размера позволяют более крупным молекулам проходить через мембрану. Растворители, ионы и буфер могут легко диффундировать через полупроницаемую мембрану, но более крупные молекулы не могут проходить через поры. Это можно использовать для очистки белков.

## Основное
Почки играют важную роль в поддержании здоровья. Когда человек здоров, почки поддерживают внутреннее равновесие в организме воды и минералов (натрия, калия, хлорида, кальция, фосфора, магния, сульфата). Конечные продукты кислого метаболизма, от которых организм не может избавиться с помощью дыхания, также выводятся через почки. Почки также функционируют как часть эндокринной системы, вырабатывая эритропоэтин, кальцитриол и ренин. Эритропоэтин участвует в производстве красных кровяных телец, а кальцитриол играет роль в формировании костей. Диализ — несовершенное лечение для восстановления функции почек, потому что он не исправляет нарушенные эндокринные функции почек. Процедуры диализа заменяют некоторые из этих функций за счет диффузии (удаление отходов) и ультрафильтрации (удаление жидкости). При диализе используется вода высокой степени очистки (также известная как «сверхчистая»).

## Принцип
Диализ работает на принципах диффузии растворённых веществ и ультрафильтрации жидкости через полупроницаемую мембрану. Диффузия — это свойство веществ в воде; вещества в воде имеют тенденцию перемещаться из области высокой концентрации в область низкой концентрации. Кровь течёт по одной стороне полупроницаемой мембраны, а диализат или специальный диализирующий раствор течет по противоположной стороне.
Полупроницаемая мембрана — это тонкий слой материала, который содержит отверстия разного размера или поры. Более мелкие растворённые вещества и жидкость проходят через мембрану, но мембрана не пропускает более крупные вещества (например, красные кровяные тельца и крупные белки). Это воспроизводит процесс фильтрации, который происходит в почках, когда кровь попадает в почки, и более крупные вещества отделяются от более мелких в клубочках.
Два основных типа диализа, гемодиализ и перитонеальный диализ, по-разному удаляют отходы и избыток воды из крови. При гемодиализе отходы и вода удаляются из крови пропуском крови вне тела через внешний фильтр, называемый диализатором, который содержит полупроницаемую мембрану. Кровь течет в одном направлении, а диализат — в противоположном. Противоток крови и диализата максимизирует градиент концентрации растворённых веществ между кровью и диализата, который помогает удалить больше мочевины и креатинина из крови. Концентрации растворенных веществ, обычно обнаруживаемых в моче (например, калия, фосфора и мочевины), нежелательно высоки в крови, но низки или отсутствуют в диализном растворе, а постоянная замена диализата гарантирует, что концентрация нежелательных растворенных веществ остаётся низкой на этой стороне мембраны.
Раствор для диализа имеет уровни минералов, таких как калий и кальций, которые аналогичны их естественной концентрации в здоровой крови. Для другого растворённого вещества, бикарбоната, уровень диализирующего раствора установлен на несколько более высоком уровне, чем в нормальной крови, чтобы способствовать диффузии бикарбоната в кровь, чтобы действовать как буфер pH для нейтрализации метаболического ацидоза, который часто присутствует у этих пациентов. Уровни компонентов диализата обычно назначаются нефрологом в соответствии с потребностями конкретного пациента.
При перитонеальном диализе отходы и вода удаляются из крови внутри тела с использованием брюшины в качестве естественной полупроницаемой мембраны. Отходы и избыток воды перемещаются из крови через перитонеальную мембрану в специальный диализный раствор, называемый диализатом, в брюшной полости.

## Типы
Существует три основных и два вторичных типа диализа: гемодиализ (первичный), перитонеальный диализ (первичный), гемофильтрация (первичный), гемодиафильтрация (вторичный) и кишечный диализ (вторичный).

### Гемодиализ
При гемодиализе кровь пациента прокачивается через кровяной отсек диализатора, подвергая её воздействию частично проницаемой мембраны. Диализатор состоит из тысяч крошечных полых синтетических волокон. Волокнистая стенка действует как полупроницаемая мембрана. Кровь течет по волокнам, диализный раствор течет по внешней стороне волокон, а вода и отходы перемещаются между этими двумя растворами. Затем очищенная кровь возвращается по контуру обратно в тело. Ультрафильтрация происходит за счет увеличения гидростатического давления на мембране диализатора. Обычно это делается путем приложения отрицательного давления к отсеку диализата диализатора. Этот градиент давления заставляет воду и растворенные вещества перемещаться из крови в диализат и позволяет удалить несколько литров избыточной жидкости в течение типичного 4-часового лечения. В Соединённых Штатах лечение гемодиализом обычно проводится в диализном центре три раза в неделю (это связано с правилами возмещения расходов Medicare); тем не менее, по состоянию на 2005 год более 2500 человек в США чаще проходят диализ дома для лечения различной продолжительности. Исследования продемонстрировали клинические преимущества диализа 5-7 раз в неделю по 6-8 часов. Этот тип гемодиализа обычно называют ночным ежедневным гемодиализом, и исследования показали, что он обеспечивает значительное улучшение клиренса как с малой, так и с большой молекулярной массой и снижает потребность в фосфатствязывающих средствах. Эти частые длительные процедуры часто проводятся дома во время сна, но домашний диализ — это гибкий метод, и расписание можно менять изо дня в день, из недели в неделю. В целом исследования показывают, что как увеличение продолжительности, так и частота лечения являются клинически полезными.
Гемодиализ был одной из наиболее распространенных процедур, выполняемых в больницах США в 2011 году, при этом было совершено 909 000 госпитализаций (показатель 29 посещений на 10 000 населения).

### Перитонеальный диализ
При перитонеальном диализе стерильный раствор, содержащий глюкозу (называемый диализатом), пропускается через трубку в брюшную полость тела вокруг кишечника, где перитонеальная мембрана действует как частично проницаемая мембрана.
Этот обмен повторяют 4-5 раз в день; автоматические системы могут выполнять более частые циклы обмена в течение ночи. Перитонеальный диализ менее эффективен, чем гемодиализ, но поскольку он проводится в течение более длительного периода времени, чистый эффект с точки зрения удаления продуктов жизнедеятельности, соли и воды аналогичен гемодиализу. Перитонеальный диализ проводится пациентом дома, часто без посторонней помощи. Это освобождает пациентов от рутинной необходимости посещать диализную клинику по фиксированному графику несколько раз в неделю. Перитонеальный диализ можно проводить практически без специального оборудования (кроме пакетов со свежим диализатом).

### Гемофильтрация
Гемофильтрация аналогична гемодиализу, но использует другой принцип. Кровь прокачивается через диализатор или «гемофильтр», как при диализе, но диализат не используется. Применяется градиент давления; в результате вода быстро движется через очень проницаемую мембрану, «увлекая» за собой многие растворенные вещества, в том числе вещества с большой молекулярной массой, которые также не выводятся гемодиализом. Соли и вода, потерянные из крови во время этого процесса, заменяются «замещающей жидкостью», которая вводится в экстракорпоральный контур во время лечения.

### Гемодиафильтрация
Гемодиафильтрация — это комбинация гемодиализа и гемофильтрации, поэтому используется для очистки крови от токсинов, когда почка не работает нормально, а также для лечения острого повреждения почек (AKI).

### Кишечный диализ
При кишечном диализе диета дополняется растворимыми волокнами, такими как волокно акации, которое переваривается бактериями в толстой кишке. Этот рост бактерий увеличивает количество азота, который выводится с фекальными отходами. Альтернативный подход предполагает прием от 1 до 1,5 литров неабсорбируемых растворов полиэтиленгликоля или маннита каждый четвёртый час.

## Показания
Решение о начале диализа или гемофильтрации у пациентов с почечной недостаточностью зависит от нескольких факторов. Их можно разделить на острые и хронические.
Симптомы депрессии и почечной недостаточности могут быть похожи друг на друга. Важно, чтобы между диализной бригадой и пациентом было открытое общение. Открытое общение позволит улучшить качество жизни. Знание потребностей пациентов позволит диализной группе предоставить больше возможностей, например: изменение типа диализа, например домашний диализ, чтобы пациенты могли быть более активными, или изменение привычек питания, чтобы избежать ненужных отходов.

### Острые показания
Показания к диализу у пациента с острым повреждением почек резюмируются мнемоникой гласных «AEIOU»:
1. Ацидемия в результате метаболического ацидоза в ситуациях, когда коррекция бикарбонатом натрия нецелесообразна или может привести к перегрузке жидкостью.
2. Электролитные нарушения, такие как тяжелая гиперкалиемия, особенно в сочетании с ОПП.
3. Интоксикация, то есть острое отравление диализируемым веществом. Эти вещества могут быть представлены мнемоническим SLIME: салициловая кислотой, лития, изопропанол, магний отработанных слабительными и этиленгликолем.
4. Ожидается, что избыток жидкости не поддается лечению диуретиками
5. Осложнения уремии, такие как перикардит, энцефалопатия или желудочно-кишечное кровотечение.

### Хронические признаки
Хронический диализ может быть показан при наличии у пациента симптоматической почечной недостаточности и низкой скорости клубочковой фильтрации (СКФ <15 мл / мин). Между 1996 и 2008 годами наблюдалась тенденция к началу диализа при прогрессивно более высокой расчетной СКФ, рСКФ. Обзор данных показывает отсутствие пользы или потенциального вреда при раннем начале диализа, который определялся началом диализа при расчетной СКФ более 10 мл / мин / 1,73 2. Данные наблюдений из больших регистров диализных пациентов показывают, что раннее начало диализа может быть вредным. В самых последних опубликованных рекомендациях Канады о том, когда начинать диализ, рекомендуется отложить диализ до тех пор, пока у пациента не появятся явные симптомы почечной недостаточности, которые могут возникнуть при расчетной СКФ 5-9 мл / мин / 1,73 2.

## Диализируемые вещества

### Характеристики
Поддающиеся диализу вещества — вещества, удаляемые диализом, — обладают следующими свойствами:
1. Низкая молекулярная масса
2. Высокая растворимость в воде
3. Низкая связывающая способность белка
4. Длительное выведение (длительный период полураспада)
5. Небольшой объём распространения

### Вещества
- Этиленгликоль
- Прокаинамид
- Метанол
- Изопропиловый спирт
- Барбитураты
- Литий
- Бромид
- Соталол
- Хлоралгидрат
- Спирт этиловый
- Ацетон
- Атенолол
- Теофиллин
- Салицилаты
- Баклофен

## Детский диализ
За последние 20 лет дети получили значительные улучшения как в технологии, так и в клиническом ведении диализа. Заболеваемость во время сеансов диализа снизилась, судороги были исключительными, а эпизоды гипотонии — редкими. Боль и дискомфорт уменьшились благодаря использованию хронических катетеров для внутренней яремной вены и обезболивающих кремов для пункции свищей. Неинвазивные технологии для оценки целевого сухого веса пациента и потока доступа могут значительно снизить заболеваемость пациентов и расходы на здравоохранение. Смертность у педиатрических и молодых взрослых пациентов, находящихся на хроническом гемодиализе, связана с многофакторными маркерами питания, воспалением, анемией, что подчеркивает важность мультимодальных стратегий вмешательства помимо адекватного лечения гемодиализом, определяемого только с помощью Kt / V.
Для младенцев были разработаны биосовместимые синтетические мембраны, специальные диализаторы из материала небольшого размера и новые трубки с низким экстракорпоральным объёмом. Артериальные и венозные трубки имеют минимальную длину и диаметр, трубки объёмом от <80 мл до <110 мл предназначены для педиатрических пациентов, а трубки от> 130 до <224 мл предназначены для взрослых пациентов, независимо от размера сегмента насоса для крови, который может быть 6,4 мм для нормального диализа или 8,0 мм для диализа с высокой интенсивностью потока у всех пациентов. Все производители диализных аппаратов проектируют свои аппараты для проведения педиатрического диализа. У педиатрических пациентов скорость помпы должна поддерживаться на низком уровне в соответствии с производительностью крови пациента, и следует тщательно контролировать свертывание с дозой гепарина. Диализ с высокой интенсивностью потока не рекомендуется для педиатрических пациентов.
У детей гемодиализдолжны быть индивидуализированы и рассматриваться как «комплексная терапия», учитывающая их длительное воздействие на лечение хронической почечной недостаточности. Диализ рассматривается как временная мера для детей по сравнению с трансплантацией почки, потому что это дает наилучшие шансы на реабилитацию с точки зрения образовательной и психосоциальной деятельности. Однако при длительном хроническом диализе к этим детям должны применяться самые высокие стандарты, чтобы сохранить их будущую «сердечно-сосудистую жизнь», что может включать большее время диализа и онлайн-гемодиафильтрацию онлайн-HDF с синтетическими высокопроницаемыми мембранами с площадью поверхности 0,2 м до 0,8 м² и трубопроводы для крови с малым объёмом, но большим сегментом насоса для крови 6,4 / 8,0 мм, если мы сможем улучшить довольно ограниченную концепцию диализного клиренса малорастворимого мочевины.

## Диализ в разных странах

### В Соединённом Королевстве
Национальная служба здравоохранения обеспечивает диализ в Соединённом Королевстве. В Англии услуга заказывается NHS England. Ежегодно услугой пользуются около 23 000 пациентов. Услуги по транспортировке пациентов обычно предоставляются бесплатно для пациентов, которым необходимо поехать в диализные центры. Cornwall Clinical Commissioning Group предложила ограничить это положение пациентами, у которых не было конкретных медицинских или финансовых причин в 2018 году, но которые изменили свое мнение после кампании, проводимой Kidney Care UK, и решила финансировать транспортировку пациентов, которым требуется диализ, как минимум три раза в неделю или шесть раз в месяц в течение минимум трех месяцев.

### В Соединённых Штатах
С 1972 года Соединённые Штаты покрывают стоимость диализа и трансплантации для всех граждан. К 2014 году более 460 000 американцев проходили лечение, расходы на которое составляют 6 процентов от всего бюджета Medicare. Заболевания почек — девятая по значимости причина смерти, а в США один из самых высоких показателей смертности при диализе в промышленно развитых странах. Число пациентов, перенесших трансплантацию почки, оказалось ниже, чем ожидалось. Эти результаты были обвинены в новой коммерческой диализной индустрии, ответившей на политику государственных платежей. В исследовании 1999 года был сделан вывод о том, что «пациенты, проходящие лечение в коммерческих диализных центрах, имеют более высокий уровень смертности и с меньшей вероятностью попадут в лист ожидания на трансплантацию почки, чем пациенты, которые проходят лечение в некоммерческих учреждениях», возможно потому, что трансплантация устраняет постоянный поток доходов от учреждения. Страховые компании жаловались на откаты и проблемные отношения между благотворительными организациями и поставщиками услуг.

### В Китае
Правительство Китая обеспечивает финансирование лечения диализа. Существует задача охватить всех, кто нуждается в диализном лечении, из-за неравномерного распределения ресурсов здравоохранения и диализных центров. В Китае 395 121 человек получают гемодиализ или перитонеальный диализ в год. Процент китайского населения с хроническим заболеванием почек составляет 10,8 %. Правительство Китая пытается увеличить количество проводимых перитонеальных диализов, чтобы удовлетворить потребности людей в стране с хроническим заболеванием почек.

## История
Рука подключена к диализной трубке.
В 1913 году Леонард Раунтри и Джон Абель из Больницы Джонса Хопкинса разработали первую диализную систему, которую они успешно испытали на животных. Голландский врач Виллем Йохан Колфф сконструировал первый рабочий диализатор в 1943 году во время нацистской оккупации Нидерландов. Из-за нехватки доступных ресурсов Колффу пришлось импровизировать и построить первоначальную машину, используя колбасные оболочки, банки для напитков, стиральную машину и различные другие предметы, которые были доступны в то время. В течение следующих двух лет (1944—1945) Колфф использовал свою машину для лечения 16 пациентов, страдающих острой почечной недостаточностью, но результаты оказались безуспешными. Затем, в 1945 году, 67-летняя женщина в коме пришла в сознание после 11 часов гемодиализа с диализатором и прожила ещё семь лет, прежде чем умерла от другого заболевания. Она была первым пациентом, которому удалось пройти диализ. Гордон Мюррей из Университета Торонто независимо разработал диализный аппарат в 1945 году. В отличие от вращающегося барабана Колффа, в аппарате Мюррея использовались неподвижные плоские пластины, более похожие на современные конструкции. Как и Колфф, Мюррей добился успеха у пациентов с острой почечной недостаточностью. Нильс Алвалл из Лундского университетав Швеции модифицировали аналогичную конструкцию диализного аппарата Kolff, заключив его в контейнер из нержавеющей стали. Это позволило удалить жидкости за счет приложения отрицательного давления к внешней емкости, что сделало его первым по-настоящему практичным устройством для гемодиализа. Алвалл лечил своего первого пациента с острой почечной недостаточностью 3 сентября 1946 года

### Материалы и методы
- Томас Грэм (химик), основатель диализа и отец коллоидной химии

### Медицинские приложения [ править ]
- Аферез, также известный как плазмаферез, — это ещё один экстракорпоральный метод, который выборочно удаляет определённые компоненты из крови.
- Гемодиализ
- Острая почечная недостаточность
- Почечная недостаточность
- Нефрология
- Хроническое заболевание почек
- Гепаторенальный синдром